# Gromiec
Gromiec est une localité polonaise de la gmina de Libiąż, située dans le powiat de Chrzanów en voïvodie de Petite-Pologne.